# جبهة جنوبية غربية (الاتحاد السوفيتي)
الجبهة الجنوبية الغربية (بالروسية: Юго-Западный фронт) جبهة عسكرية سوفيتية وتُماثل تشكيل في حجم مجموعة جيوش، تشكلت للمرة الأولى في عهد الجيش الإمبراطوري الروسي إبان الحرب العالمية الأولى ومرة ثانية في عهد جمهورية روسيا السوفيتية الاتحادية الاشتراكية إبان الحرب الأهلية الروسية ومرة أخيرة شكّلها الجيش الأحمر إبان الحرب الوطنية العظمى.
شُكّلت الجبهة الجنوبية الغربية خلال الحرب العالمية الثانية للمرة الأولى في 22 يونيو 1941 لتحل محل منطقة كييف العسكرية الخاصة، وبلغ طول الحد الغربي للجبهة في يونيو 1941 قرابة 865 كم والي امتد بداية من نهر بريبيات وبلدة فلودافا شمالًا وحتى نهر بروت وبلدة ليبكاني جنوبًا على الحدود السوفيتية-الرومانية، وعملت الجبهة كحلقة وصل بين الجبهة الغربية المتمركزة شمال الانحاد السوفيتي وحتى الحدود اللتوانية والجبهة الجنوبية المتمركزة جنوب الاتحاد السوفيتي حتى مدينة أوديسا الأوكرانية والبحر الأسود.

## تاريخ العمليات
كانت الجبهة الجنوبية الغربية محور الهجوم الرئيسي لمجموعة الجيوش الجنوبية الألمانبة (بالألمانية: Heeresgruppe Süd) خلال عملية بارباروسا، فمع بداية الحرب الألمانية السوفيتية لم تضم الجبهة سوى الجيوش الخامس والسادس والثاني عشر والسادس والعشرون علاوة على الجيشين السادس عشر والتاسع عشر المتمركزين على الحدود والذين كانا في الاحتياط في ذلك الوقت.
بعدها تم تدعيم الجبهة بقوات جديدة خلال المراحل المتقدمة من الحرب حتى إبان معركة موسكو عندما كانت الجبهة تحت قيادة المارشال سيميون تيموشينكو والذي تشكّلت الجبهة تحت قيادته من الجيوش الأربعون والحادي والعشرون والثامن والثلاثون والسادس متمركزين بالترتيب من الحد الشمالي للجبهة حتى الحد الجنوبي لها، وبحلول 12 يوليو 1942 صدر قرار من القيادة العامة للجيش الأحمر بحل الجبهة وتوزيع قواتها على جبهتي ستالينغراد والجبهة الجنوبية ثم أُعيد تشكيلها مرة أخرى من جيوش احتياطية في 22 أكتوبر 1942 كما تم تغيير اسمها إلى الجبهة الأوكرانية الثالثة في 20 أكتوبر 1943 والتي شاركت في أولى عملياتها العسكرية خلال معركتي الدنيبر وكييف.

### الجبهة الجنوبية الغربية في 22 يونيو 1941
تشكيل القوات السوفيتية تحت قيادة الجبهة الجنوبية الغربية:
| - الفيلق الحادي والثلاثون بنادق الفرقة 193 بنادق الفرقة 195 بنادق الفرقة 200 بنادق - الفيلق السادس والثلاثون بنادق الفرقة 140 بنادق الفرقة 146 بنادق الفرقة 228 بنادق - الفيلق التاسع والأربعون بنادق الفرقة 190 بنادق الفرقة 197 بنادق الفرقة 199 بنادق - الفيلق الخامس والخمسون بنادق الفرقة 130 بنادق الفرقة 169 بنادق الفرقة 189 بنادق - الفيلق الأول المحمول جوا اللواء الأول مشاة المحمول جوا اللواء 204 مشاة المحمول جوا اللواء 211 مشاة المحمول جوا - المناطق الحصينة المنطقة الأولى بكييف المنطقة الثالثة بلاتيتشوف المنطقة الخامسة بكوروستن المنطقة السابعة بنوفوغراد-فولينيسكيي المنطقة الثالثة عشر بشيبيتيفكا المنطقة الخامسة عشر بأوستروبول المنطقة السابعة عشر بإيزياسلاف - المدفعية الميدانية اللواء الخامس المضاد للدبابات فوج اللواء 205 مدفعية فوج اللواء 207 مدفعية فوج اللواء 368 مدفعية فوج اللواء 457 مدفعية فوج اللواء 458 مدفعية فوج اللواء 507 مدفعية فوج اللواء 543 مدفعية فوج اللواء 646 مدفعية الفوج 305 مدفعية الفوج 355 مدفعية الفوج الرابع هاوتزر الفوج 168 هاوتزر الفوج 324 هاوتزر الفوج 330 هاوتزر الفوج 526 هاوتزر الفوج 331 هاوتز الفوج 376 هاوتزر الفوج 529 هاوتزر الفوج 538 هاوتزر الفوج 589 هاوتزر الفرقة 34 مدفعية المستقلة الخاصة الفرقة 245 مدفعية المستقلة الخاصة الفرقة 315 مدفعية المستقلة الخاصة الفرقة 316 مدفعية المستقلة الخاصة الفرقة 263 مدفعية المستقلة الخاصة | - قوات الدفاع الجوي الفرقة الثالثة المضادة للطائرات الفرقة الرابعة المضادة للطائرات اللواء الحادي عشر المضاد للطائرات ألوية الدفاع الجوي المتمركزة في المدن ستانيسلافوف روفنو جيتومير ترنوبل فينيتسا - القوات المدرعة الفيلق التاسع عشر المميكن الفرقة الأربعون دبابات الفرقة الثالثة والأربعون دبابات الفرقة 213 المميكنة الفوج الحادي والعشرون دراجات نارية الفيلق الرابع والعشرون المميكن الفرقة الخامسة والأربعون دبابات الفرقة التاسعة والأربعون دبابات الفرقة 216 المميكنة الفوج السابع عشر دراجات نارية الفرقة الأولى سيارات مدرعة المستقلة - القوات الجوية الفرقة السادسة والثلاثون المقاتلة الفرقة الرابعة والأربعون المقاتلة الفرقة الرابعة والستون المقاتلة الفرقة التاسعة عشر القاذفة الفرقة الثانية والستون القاذفة الفرقة الرابعة عشر المختلطة الفرقة الخامسة عشر المختلطة الفرقة السادسة عشر المختلطة الفرقة السابعة عشر المختلطة الفرقة الثالثة والستون المختلطة الفوج 315 الاستطلاعي الفوج 316 الاستطلاعي - سلاح المهندسين الفوج الخامس والأربعون مهندسون فوج مهندسي الجسور العائمة الأول |

## القادة
- الكولونيل العام ميخائيل كيربونوس† (من يونيو 1941 حتى سبتمبر 1941)
- المرشال سيميون تيموشينكو (من سبتمبر 1941 حتى ديسمبر 1941)
- الفريق فيودور كوستينكو (من ديسمبر 1941 إلى إبريل 1942)
- المرشال سيميون تيموشينكو (من إبريل حتى يوليو 1942)
- الفريق نيكولاي فاتوتين (من أكتوبر 1942 حتى مارس 1943)
- الكولونيل العام روديون مالينوفسكي (من مارس حتى أكتوبر 1943)

## قراءة مفصلة
- (بالروسية) Boevoi Sostav Sovietskoi Armii Czast I 1941 goda juni-dekabr 1941 Moskva 1966  نسخة محفوظة 16 ديسمبر 2008 على موقع واي باك مشين.
- (بالروسية) Solonin, Mark, 22 June 1941 Bocka i obruci czili Kogda naczalas Vielikaja Oteczestvennaja vojna 2004
- (بالإنجليزية) Erickson, John, The Road to Stalingrad, Cassell Military Paperback, 2003
- (بالإنجليزية) Fugate, Bryan & Dvoriecki, Lev, Thunder on the Dnepr Presidio Press